# Sospirolo
Sospirolo là một đô thị ở tỉnh Belluno trong vùng Veneto, có vị trí cách khoảng 80 km về phía bắc của Venice và khoảng 10 km về phía tây của Belluno. Tại thời điểm ngày 31 tháng 12 năm 2004, đô thị này có dân số 3.212 và diện tích 66 km².
Sospirolo giáp các đô thị: Belluno, Cesiomaggiore, Gosaldo, Rivamonte Agordino, San Gregorio nelle Alpi, Santa Giustina, Sedico.